# Jacques de Francony
Capitaine Jacques Charles Louis Gelé de Francony (* 13. August 1899 in Colombes; † 21. Juli 1942 in Stewarton) war ein französischer Flieger und Autorennfahrer.

## Flieger im Zweiten Weltkrieg
Jacques de Francony machte in den 1920er-Jahren den Flugschein und arbeitete als Pilot in den Französischen Überseegebieten. 1941 meldete er sich als Kriegsfreiwilliger bei der Forces françaises libres. Er diente als Kampfflieger und starb im Juli 1942 bei einem Flugzeugabsturz in der East Ayrshire in Schottland.

## Karriere als Rennfahrer
Jacques de Francony bestritt 1925 das 24-Stunden-Rennen von Le Mans. Gemeinsam mit Émile Dupont fuhr er einen Werks-Sizaire-Berwick 25/50CV, der nach 23 gefahrenen Runden mit einem Motorschaden ausfiel.

## Statistik

### Le-Mans-Ergebnisse
| Jahr | Team                               | Fahrzeug                | Teamkollege  | Platzierung | Ausfallgrund |
| ---- | ---------------------------------- | ----------------------- | ------------ | ----------- | ------------ |
| 1925 | Société Nouvelle des Autos Sizaire | Sizaire-Berwick 25/50CV | Émile Dupont | Ausfall     | Motorschaden |